# Preventivno održavanje
Preventivno održavanje je održavanje prilikom kojeg se kvar predviđa i samo održavanje se vrši prije nego kvar nastane. Ovaj način održavanja za razliku od korektivnog odžavanja pruža određenu sigurnost pri radu uređaja. Definicija održavanja sukladno normi HRN EN 13306 "Preventivno održavanje – održavanje koje se obavlja na unaprijed određenim intervalima ili prema propisanim kriterijima, a čija je svrha smanjivanje vjerojatnosti kvara ili degradacije funkcioniranja stavke." Preventivno održavanje je vrst planskog održavanja.
Preventivno održavanje ima svoje prednosti i mane u odnosu na korektivno održavanje.
Prednosti su mu:
- veća pouzdanost uređaja i sustava u radu,
- mogućnost planiranja trenutka održavanja,
- mogućnost predviđanja troškova održavanja i samim time i lakša kontrola.

Nedostaci su:
- povećani troškovi održavanja (teoretski, iako često ne i stvarni, kvar uređaja s korektivnim održavanjem često donese mnogo veće troškove)
- povećana mogućnost kvara uređaja radi utjecaja ljudske greške osoblja koje vrši održavanje.
- visoki troškovi održavanja uzrokovano često bespotrebnom zamjenom dijelova

## Vanjske poveznice
- International Facility Management Association
- Hrvatsko društvo održavatelja  Arhivirana inačica izvorne stranice od 7. svibnja 2010. (Wayback Machine)